# Robbert van den Bergh (acteur)
Robbert van den Bergh (Rotterdam, 10 maart 1983) is een Nederlands musicalacteur, zanger en acteur. 
Hij speelde onder andere in Moeder, ik wil bij de Revue, De Marathon, The Bodyguard en hij speelde in de musical Jersey Boys de rol van Nick Massi. Van den Bergh behoorde tot de laatste elf finalisten van het programma Op zoek naar Joseph (AVRO).

## Opleiding
Van den Bergh was zeven jaar toen hij zich aansloot bij de Jeugd Theaterschool Hofplein. Hij studeerde aan de Amsterdamse Theateracademie en volgde aansluitend een dansopleiding aan de Fontys Dansacademie, richting musicaltheater. Tijdens zijn studie mocht Van den Bergh meedoen aan een uitwisseling met ArtsEd Musical Theatre te Londen en volgde hij lessen aan het Broadway Dance Center in New York. Hij kreeg onder andere masterclasses en van Willem Nijholt, Karin Bloemen en Stanley Burleson.

## Musicals
| Jaar        | Musical                               | Rol                                               | Producent           | Theater                            |
| ----------- | ------------------------------------- | ------------------------------------------------- | ------------------- | ---------------------------------- |
| 2025 - 2026 | Moulin Rouge! (musical)               | Ensemble, walk-in-cover Harold Zidler             | Stage Entertainment | Beatrix Theater                    |
| 2024 - 2025 | Sister Act (musical)                  | Curtis Shank                                      | MediaLane           | Rondreizende productie             |
| 2023        | 14 de musical                         | Cor Coster e.a.                                   | Wolter Lommerde     | AFAS Theater                       |
| 2022        | 14 de musical                         | Ensemble, Gerrie Mühren e.a.                      | Wolter Lommerde     | AFAS Theater                       |
| 2020 - 2022 | Come from Away                        | Oz Fudge e.a.                                     | MediaLane           | Rondreizende productie             |
| 2017        | De Marathon (musical)                 | Ken, Herman, understudy Nico, Kees en Leo         | More Theater        | Rondreizende productie             |
| 2015 - 2016 | The Bodyguard (musical)               | Ray Court, understudy Frank Farmer & Bill Devaney | Stage Entertainment | Beatrix Theater                    |
| 2014 - 2015 | Moeder, ik wil bij de Revue (musical) | Arnold, understudy Gerrit van Woerkom             | Stage Entertainment | Beatrix Theater                    |
| 2013-2014   | Jersey Boys                           | Nick Massi                                        | Stage Entertainment | Beatrix Theater                    |
| 2012 - 2013 | Soldaat van Oranje (musical)          | Anton Roover, alternate Erik Hazelhoff Roelfzema  | New Productions     | Theaterhangaar Katwijk             |
| 2011        | The Producers (musical)               | Ensemble, understudy Leo Bloom & Carmen Ghia      | Mark Vijn           | Rondreizende productie             |
| 2010 - 2011 | Petticoat (musical)                   | Ensemble, Maxim, understudy Willem van Rooden     | Stage Entertainment | Rondreizende productie             |
| 2009 - 2010 | Chicago (musical)                     | Ensemble, de Jury, understudy Billy Flynn         | Mark Vijn           | Rondreizende productie             |
| 2008 - 2009 | Dirty Dancing (musical)               | Ensemble, understudy Neill & Robbie & Stan        | Stage Entertainment | Beatrix Theater                    |
| 2007        | The Wiz (musical)                     | Ensemble, understudy Blikkeman                    | Stage Entertainment | Beatrix Theater                    |
| 2006 - 2007 | Aida (musical)                        | Ensemble, understudy Radames                      | Stage Entertainment | Rondreizende productie (Duitsland) |
| 2006        | Dirty Dancing (musical)               | Ensemble, understudy Robbie                       | Stage Entertainment | Hamburg                            |
| 2004 - 2005 | Crazy for You (musical)               | Ensemble, Sam                                     | Stage Entertainment | Rondreizende productie             |
| 2002        | Footloose (musical)                   | Ensemble, coach Dunbar                            |                     | Rondreizende productie             |

## Televisie en film
Van den Bergh speelde in diverse series waaronder de rol van Hans1 / Koning Willem Alexander in Koningshuis de musical, Alexander Lammers in de RTL4 serie CMC, Steef in de serie De Spa en verschillende andere rollen in o.a. Goede tijden, slechte tijden (Ivo), Bloedverwanten, Moordvrouw, Familie Kruys, Mixed Up en Nieuwe Tijden. Hij was daarnaast te zien in verschillende reclames waaronder Lotto, Maaslander, Nationale Nederlanden, NCOI, Pearle, Swishfund en Andrelon en in de film All Stars 2: Old Stars en All You Need Is Love.
Vanaf 1 januari 2019 was Van den Bergh een van de nieuwe gezichten van de quiz-app Gameroom, met daarin onder andere het spel LUCKY13.
Daarnaast is Robbert sinds 2019 de vaste stem van Albert Heijn.
In 2025 deed Van den Bergh mee aan het televisieprogramma De kwis met ballen VIPS.